# Marie-Claire Alain
Marie-Claire Alain (Saint-Germain-en-Laye, 1926. augusztus 10. – Le Pecq, 2013. február 26.) francia orgonaművész, zenepedagógus és előadóművész.

## Tanulmányai
Marie-Claire Alain Saint-Germain-en-Laye-ben született 1926. augusztus 10 -én. Édesapja Albert Alain (1880–1971) orgonista és zeneszerző volt, ahogy testvérei is, Jehan (1911–1940) és Olivier (1918–1994). 11 évesen kezdett édesapjának segédkezni, amikor az egy párizsi templomban az orgonán játszott. A párizsi Konzervatóriumban Marcel Dupré orgona-osztályában folytatta orgona-tanulmányait, és ott négyszer nyerte el az első díjat.
Az 1950-es genfi Nemzetközi Zenei Versenyen a 2. helyen végzett.

## Zenepedagógusi tevékenysége
Rueil-Malmaison Konzervatóriumában és a Párizsi Konzervatóriumban kezdte az oktatást. Tanítványai között volt több nemzetközileg is elismert orgonaművész, így a magyar Kovács Endre és Elekes Zsuzsa is. Hollandiában a Nyári Orgonista Akadémián tanított 1956-tól 1972-ig, emellett világszerte tartott mesterkurzusokat. A St. Albans Nemzetközi Orgona Fesztivállal (St. Albans, Hertfordshire, Anglia) is hosszú időn keresztül együttműködött.

## Koncertek, hangfelvételek
Több mint 260 felvétel készült orgonajátékával. Johann Sebastian Bach összes művét és több híres zeneszerző, köztük Mozart, Fauré, Poulenc, Jehan Alain, Handel, Saint-Saëns és Vivaldi, orgonaműveit is felvették előadásában, számos európai országban kapott ezekért kitüntetéseket, Magyarországon Liszt Ferenc műveinek hangfelvételéért jutalmazták. Maurice André trombitajátékát orgonán kísérte, ez is legnépszerűbb munkáinak egyike volt.

## Díjak, elismerések (válogatás)
- Sonning-díj (1980, Dánia)
- A Francia Nemzeti Becsületrend lovagja (2010, Franciaország)